# 지니 심스

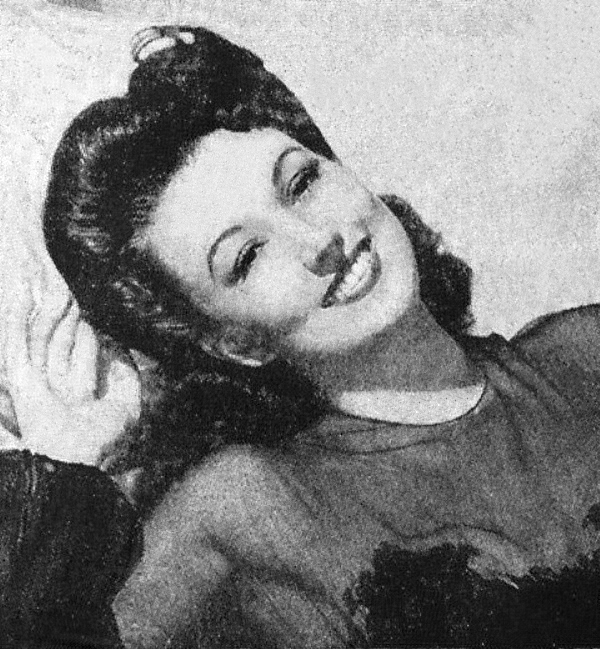

지니 심스(Virginia Ellen Simms, 1915년 5월 25일 ~ 1994년 4월 4일)는 미국의 배우, 가수, 영화배우이다.
샌안토니오에서 태어났으며 팜스프링스에서 사망하였다. 데저트 메모리얼 파크에 매장되었다.

## 영화
- 밤과 낮 (1946년)
- 브로드웨이 리듬 (1944년)
- 어라운드 더 월드 (1943년)
- 플레이메이트 (1941년)
- 유윌 파인드 아웃 (1940년)
- 댓츠 라이트 - 유어 롱 (1939년)